# Timeless - The Very Best Of Neil Sedaka
Timeless - The Very Best Of Neil Sedaka, samlingsalbum av Neil Sedaka utgivet 1991 på skivbolaget Polydor.
Eftersom skivbolaget RCA ägde rättigheterna till låtarna som Sedaka hade hits med 1958 - 1963, spelade Neil Sedaka in dessa på nytt. Resultatet är förvånansvärt likt originalinspelningarna, med tanke på att dessa ursprungligen gjordes cirka 30 år tidigare. Dessa nyinspelningar är märkta med * nedan.
Albumet avslutas av en helt nyskriven låt "The Mircale Song" följd av en nyinspelning av Sedakas hit "Laughter in the Rain" som framförs tillsammans med dottern Dara Sedaka.
Albumet nådde 10:e plats på englandslistan i november 1991.

## Låtlista
1. Happy Birthday Sweet Sixteen * (Neil Sedaka/Howard Greenfield)
2. Breaking Up Is Hard To Do * (Neil Sedaka/Howard Greenfield)
3. Calendar Girl * (Neil Sedaka/Howard Greenfield)
4. Our Last Song Together (Neil Sedaka/Howard Greenfield)
5. Oh Carol * (Neil Sedaka/Howard Greenfield)
6. I Go Ape * (Neil Sedaka/Howard Greenfield)
7. One Way Ticket (To The Blues) * (Hunter/Keller)
8. Next Door To An Angel * (Neil Sedaka/Howard Greenfield)
9. Standing On The Inside (Neil Sedaka)
10. The Immigrant (Neil Sedaka/Phil Cody)
11. Laughter In The Rain (Neil Sedaka/Phil Cody)
12. The Hungry Years (Neil Sedaka/Howard Greenfield)
13. That's When The Music Takes Me (Neil Sedaka) (live)
14. Solitaire (Neil Sedaka/Phil Cody) (live)
15. Love Will Keep Us Together (Neil Sedaka/Howard Greenfield)
16. Breaking Up Is Hard To Do (Neil Sedaka/Howard Greenfield) (långsam version)
17. The Queen Of 1964 (Neil Sedaka/Howard Greenfield)
18. Little Devil * (Neil Sedaka/Howard Greenfield)
19. The Other Side Of Me (Neil Sedaka/Howard Greenfield)
20. Stairway To Heaven * (Neil Sedaka/Howard Greenfield)
21. The Miracle Song (Neil Sedaka)
22. Laughter In The Rain (Neil Sedaka/Phil Cody) (ny version tillsammans med Dara Sedaka)